# Virginia Secession Convention von 1861

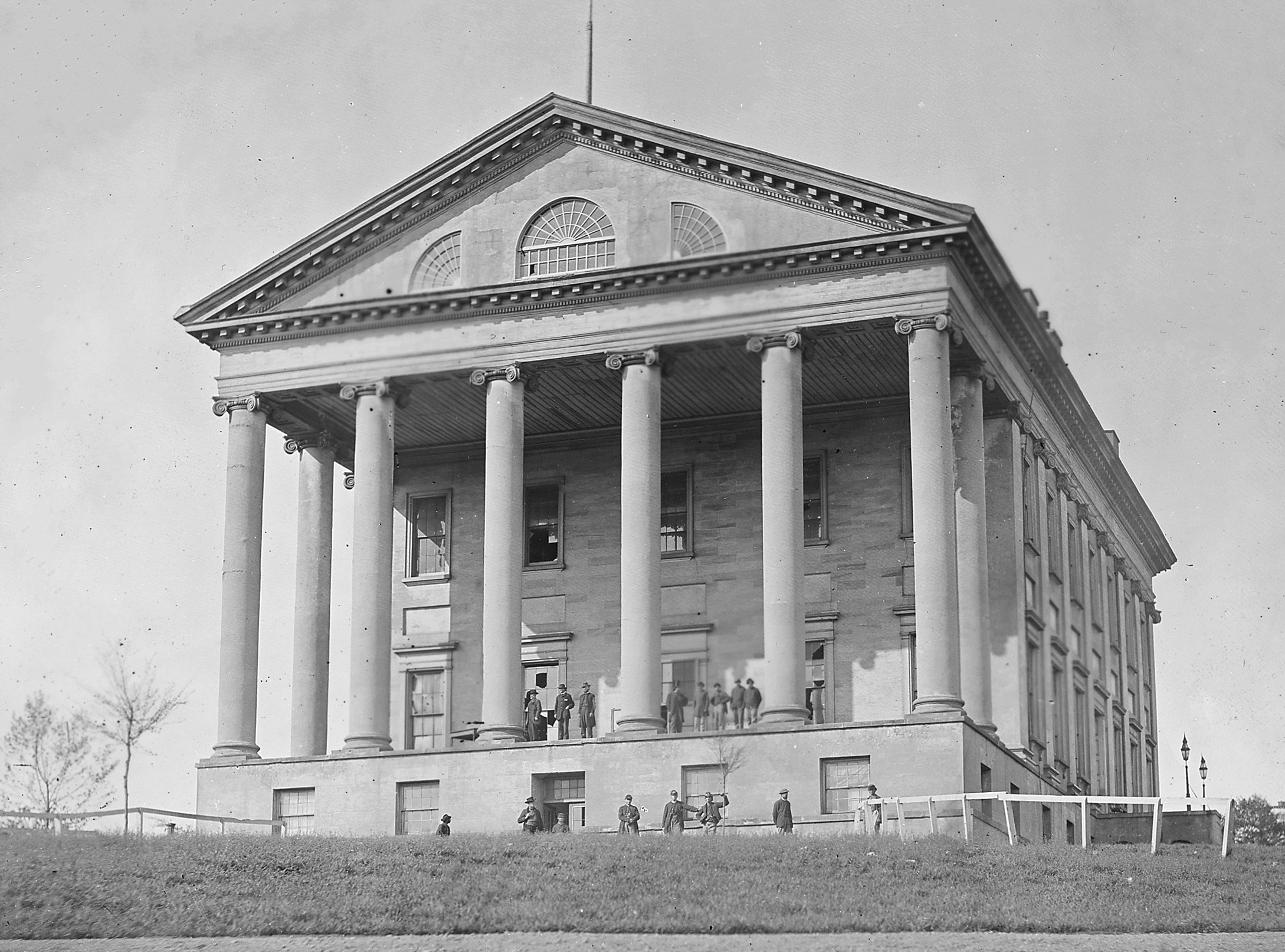
State Capitol in Richmond, Virginia, Ort der Convention

Die Virginia Secession Convention von 1861 war eine Sonderversammlung der Abgeordneten der Virginia General Assembly. Sie wurde im Februar 1861 einberufen, um über eine mögliche Loslösung von der Union zu beraten, und blieb, nachdem diese am 17. April beschlossen worden war, bis Dezember 1861 in Sitzung, um den Staat durch die Krise zu steuern und eine neue Verfassung vorzubereiten, die später in einem Referendum scheiterte.

## Hintergrund
Nach Abraham Lincolns Wahlsieg bei der Präsidentschaftswahl vom November 1860, der die politische Spaltung der Nation widerspiegelte, und vor seiner Amtseinführung vom 4. März 1861 hatten sich die Staaten des Deep South, deren Wahlmännerstimmen an John C. Breckinridge gegangen waren, entschlossen, aus der Union auszutreten und gemeinsam die Konföderierten Staaten von Amerika zu gründen. Die Virginia General Assembly berief eine Sonderversammlung ein mit dem alleinigen Zweck, über eine mögliche Abspaltung von der Union zu beraten. Virginia war in dieser Frage tief gespalten, etwa ein Drittel der Abgeordneten befürwortete anfangs die Sezession und zwei Drittel waren dagegen. Es zeigte sich aber, dass die in Mehrheit befindlichen Unionisten auch intern gespalten waren über die Frage, wie man auf mögliche Schritte Lincolns in Richtung einer Zwangsanwendung reagieren wollte. Die sogenannten Conditional Unionists waren nur für den Verbleib in der Union, falls und solange Lincoln keine solchen Schritte unternähme, während die Unconditional Unionists ihre Meinung nicht von dieser Frage abhängig machten.

## Treffen und Debatten
Die Convention traf sich erstmals am 3. Februar 1861 im State Capitol von Richmond und wählte John Janney zu ihrem Vorsitzenden. Die Mehrheit der Abgeordneten erklärte sich zunächst für den Verbleib in der Union. Man beschloss aber, in Sitzung zu bleiben und die weitere Entwicklung der Ereignisse abzuwarten.
Schon bei der Einberufung der Convention hatte der Konföderierte Kongress drei Gesandte nach Virginia entsandt, die in der ersten Woche der Verhandlungen vor den Abgeordneten sprechen sollten. Fulton Anderson, ein Anwalt aus Mississippi, warnte davor, dass die nun an die Macht gekommene Republikanische Partei „die ultimative Auslöschung der Sklaverei und die Zurücksetzung des südstaatlichen Volkes“ anstrebte. Henry Lewis Benning, Kommissar aus Georgia, erklärte, dass Georgia die Sezession erklärte habe, weil „eine Abspaltung vom Norden das einzige war, das die Abschaffung der Sklaverei verhindern konnte“. Der in Virginia geborene John S. Preston, Gesandter für South Carolina, bestand sogar darauf, dass der Norden mit seiner Wahl Lincolns ins Präsidentenamt die „Vernichtung der weißen Südstaatler“ angeordnet hätte, dass diese sich jetzt verteidigen müssten und das Virginia die Führungsrolle innerhalb der Konföderation übernehmen sollte. Seine feurige Ansprache brachte die Convention zu stehenden Ovationen, doch nur ein Drittel der Delegierten war für eine sofortige Sezession. Die Conditional Unionists behielten sich aber vor, ihre Meinung zu ändern, falls Lincoln offene Schritte der Aggression unternähme.

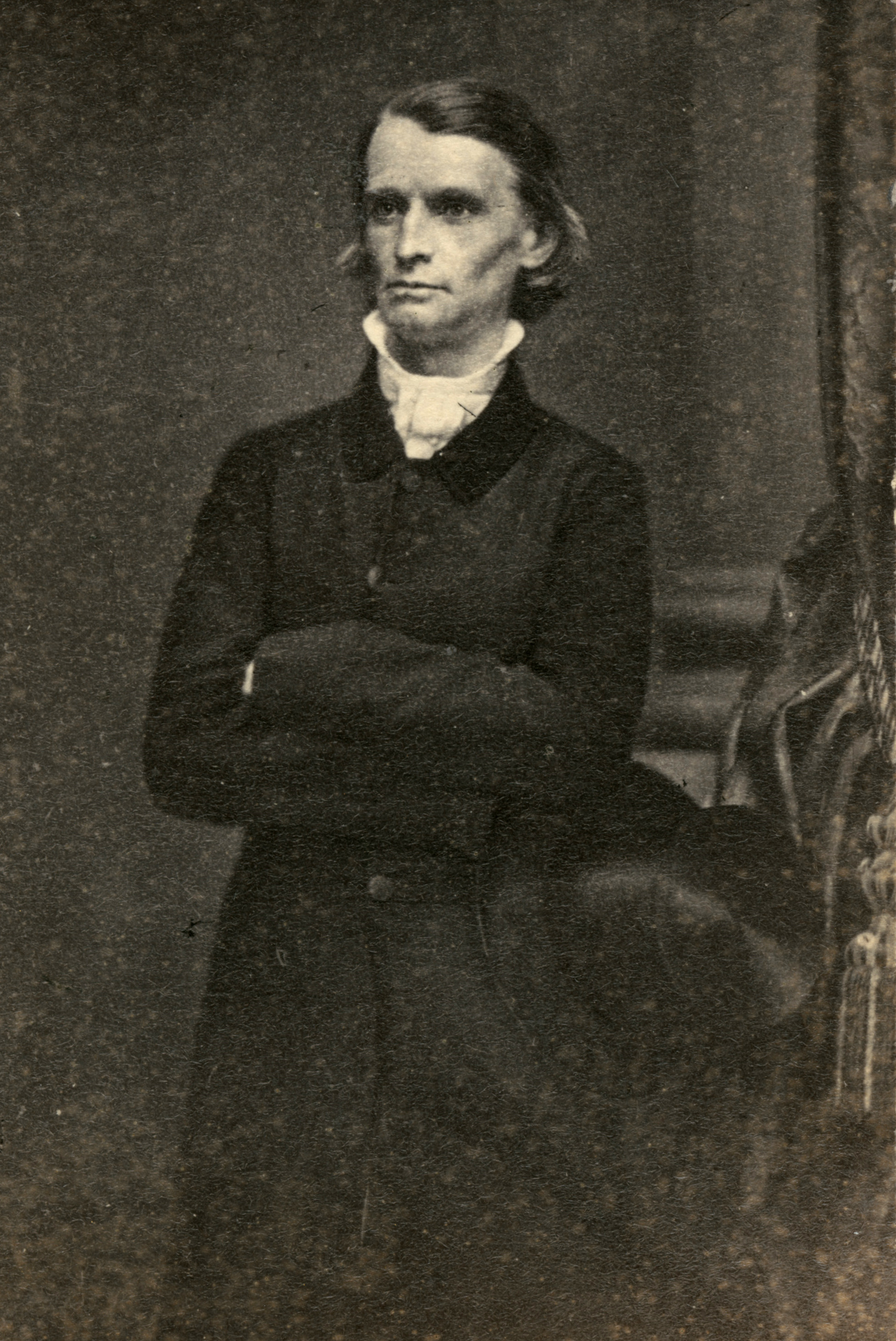
Henry A. Wise, ein unnachgiebiger Sezessionist
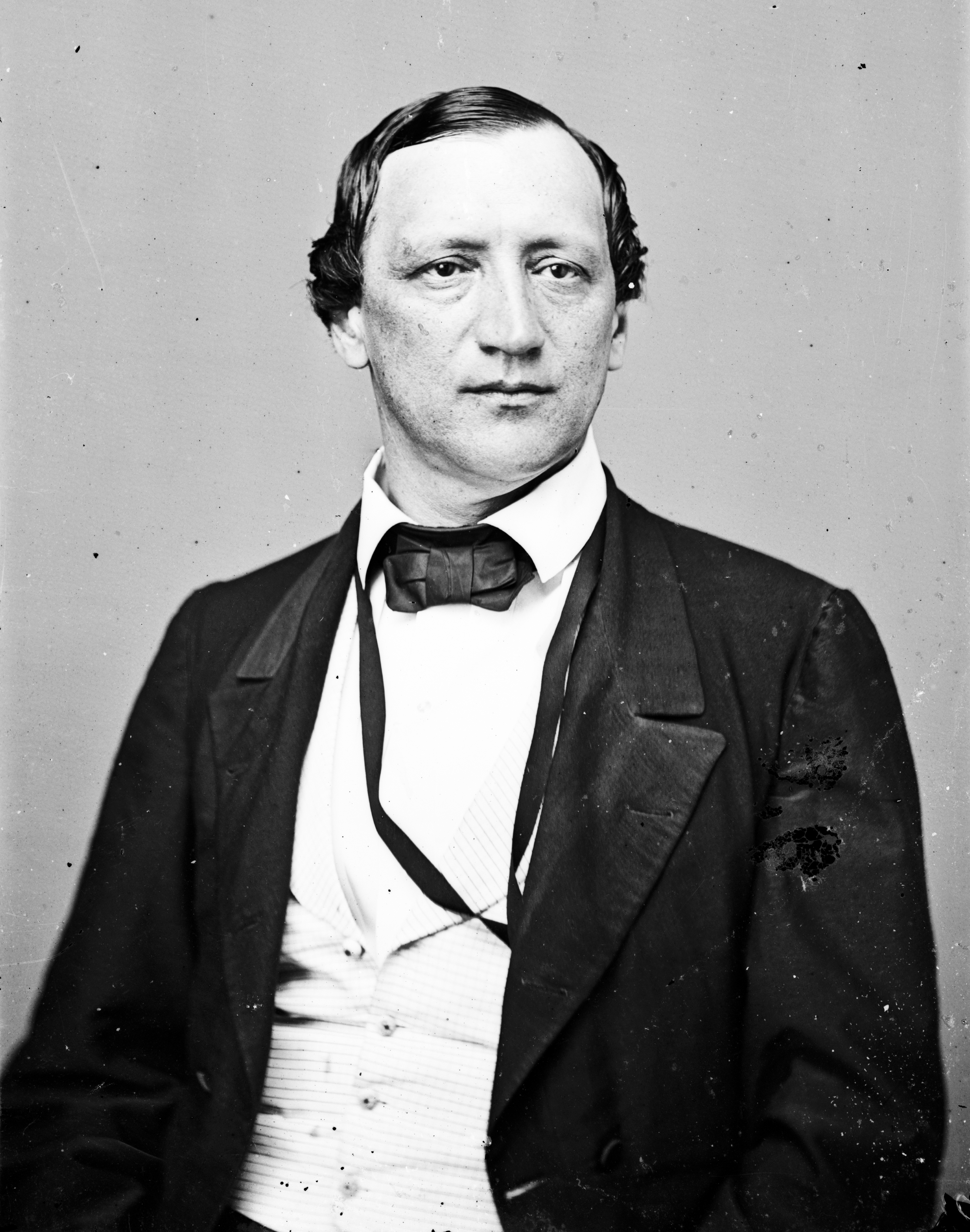
John S. Carlile, ein Unconditional Unionist
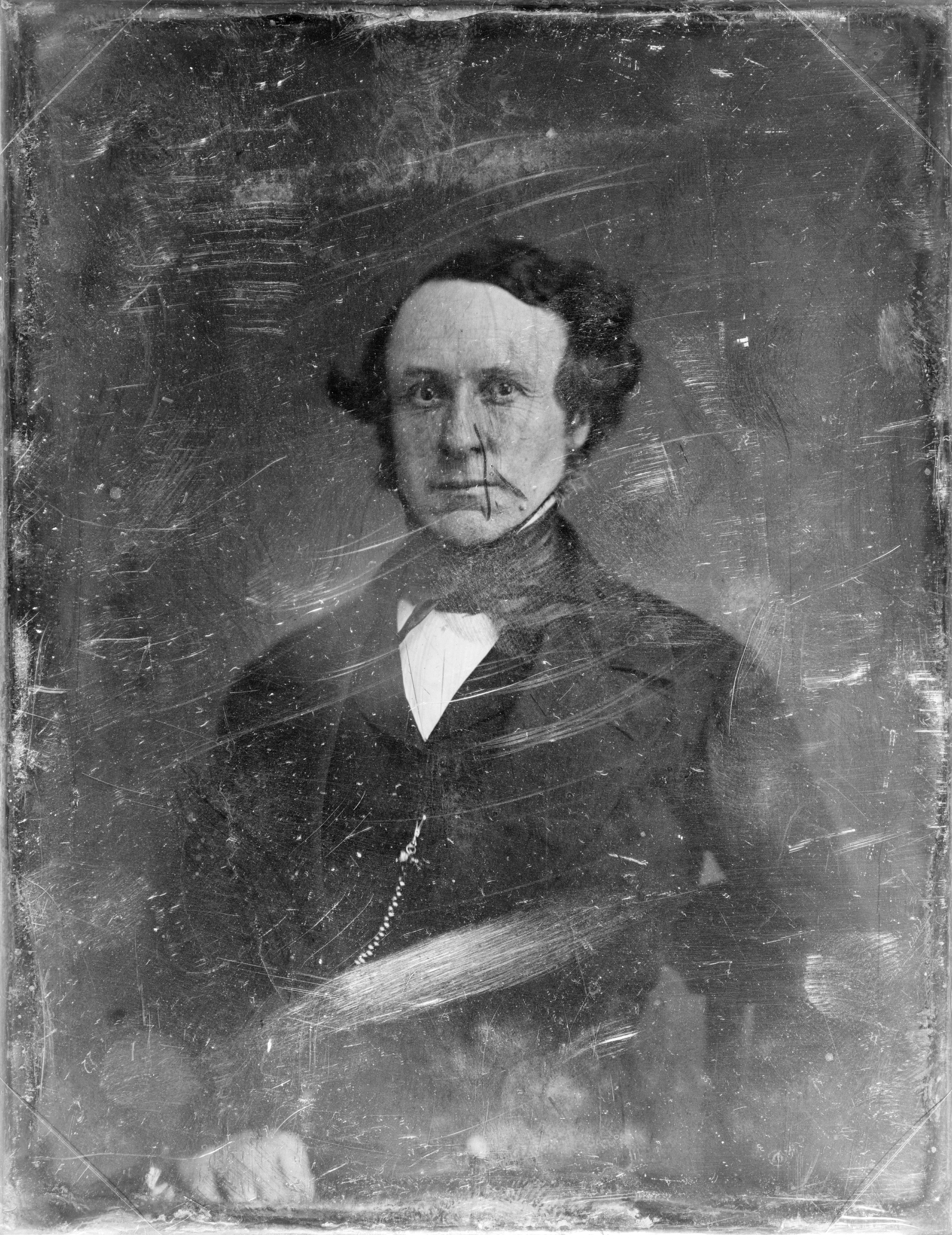
William B. Preston, ein Conditional Unionist
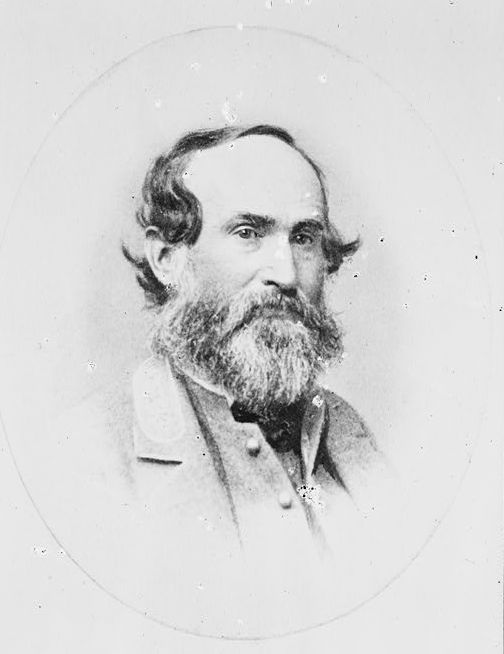
Jubal Early, ein Unionist, der sich gegen jegliche Aggression des Nordens oder Südens aussprach

Schon zu Beginn der Beratungen stellte sich die oben genannte Dreiteilung der Delegierten in Sezessionisten, Conditional Unionists und Unconditional Unionists heraus. In der zweiten Woche der Debatte, am 28. Februar, hielt Jeremiah Morton, Delegierter für das Orange County, eine der ersten Reden für die Sezessionisten. Der Fanatismus der Abolitionisten sei „eingebrannt in den Gedanken der Nordstaatler und eingewurzelt in ihren Herzen“, so dass man jeden Kompromiss eingehen könne, den man sich vorstellen könnte, und immer noch keinen Frieden vor ihren Anfeindungen finden würde, solange das, was ihnen beigebracht und angelernt worden sei nicht rückgängig gemacht werden könnte. Die letzten 30 Jahre lang hätten sie die 15 Südstaaten nicht in Frieden gelassen. Ferner stellte er die rhetorische Frage, ob die Sklaverei gesichert werden könne, wenn bald schwarze Republikaner alle Zweige der Bundesregierung übernähmen. Die Union sei bereits aufgelöst und Virginia würde sich zweifellos ihren südlichen Bruderstaaten anschließen. Indem die Konföderation dem Staat den gefährdetsten Posten übergäbe, übergäbe sie damit auch den ehrenhaftesten. Die Konföderation wolle und benötige die Staatsmänner, das Militär und die Wirtschaftsmacht Virginias, um sich und den Staat Virginia durch die kommenden großen Kämpfe hindurch am Leben zu erhalten.
Am 4. März dem Tag von Lincolns Amtseinführung, richtete Jefferson Davis einen Aufruf zur Meldung von 100.000 Milizionären für einen einjährigen Dienst an die Bevölkerungen der Konföderierten und entsandte Truppen zur Belagerung von Fort Sumter in South Carolina und Fort Pickens in Florida. In seiner Antrittsrede bezog sich Lincoln ausdrücklich auf das Corwin-Amendment, das die Sklaverei in den Südstaaten garantieren würde. Am selben Tag hielt Waitman T. Willey aus dem Monongalia County eine unionistische Rede vor der Convention. Er verteidigte das Recht Virginias auf Sklaverei und anerkannte das Argument der Gegenseite, wonach diese Institution in Gefahr sei, bestand aber darauf, das Virginia seine Unterdrücker dazu bringen müsse, ihre Fehler anzuerkennen und die entstandenen Verletzungen wiedergutzumachen. Das von der Gegenseite vorgeschlagene Gegenmittel, die Sezession, lehnte er als der Verfassung widersprechend ab und warnte, dass eine solche den Krieg, hohe Steuerlasten und im Endeffekt auch die Abschaffung der Sklaverei für Virginia bringen würde. Mit seinem Verbleib in der Union könne der Staat dafür sorgen, dass die ausgetretenen Staaten der Föderation eines Tages wieder in den Schoß der Union zurückkehren könnten.
John S. Carlile aus dem Alleghany County, wie Willey ein Unconditional Unionist, betonte, dass die Menschen im westlichen Virginia hinter der Sklaverei als essentiellem Bestandteil der amerikanischen Freiheit stünden. Das würde aber nicht bedeuten, dass er seine unionistischen Überzeugungen ablegen könne. Die Regierung, die die Sezessionisten nun zu Fall bringen wöllten, habe nie etwas anderes als Gutes für Virginia gebracht. Keine Verletzung seiner Rechte sei dem Staat von dieser Seite jemals angetan worden und nie sei ihm ein Gesetz bezüglich der Sklaverei aufoktroyiert worden, dem nicht auch die Sklavereistaaten zugestimmt hätten. Im Falle einer Sezession und eines Anschlusses an die Föderation wäre der Norden nicht länger an die Verfassungsregeln gebunden, die die Sklaverei aufrechterhielten, und würde mit England, Frankreich und Spanien gemeinsame Sache machen, die Sklaverei überall auf der Welt auszulöschen.
Der Enkel Thomas Jeffersons George Wythe Randolph, Rechtsanwalt in Richmond, hielt eine sezessionistische Rede, in der er darauf hinwies, dass, obwohl der Sieg der Republikaner beim Rennen um das Weiße Haus strikt verfassungskonform gewesen sei, er nur ein Sieg von Partikularinteressen gewesen sei. Die Regierung sei demzufolge „konstitutionell revolutioniert“, was nur eine Gegenrevolution rückgängig machen könne. Man solle die Wirtschaftsmacht des Staates der Konföderation zur Verfügung stellen und im Gegenzug Schutz vor der nördlichen Konkurrenz erhalten. Anders als suggeriert würde dieser Schritt keinen Krieg bringen, sondern ihn abwenden. Eine Neutralität sei unmöglich und wäre überdies ehrlos.
In den Sitzungen vom 21. bis 23. März hielt John Brown Baldwin aus dem Augusta County eine unionistische Rede, in der er die Haltung afrikanischer Sklaven zunächst für gut und richtig erklärte. Jedoch sähe er die Rechtfertigung einer Sezession mit der Wahl eines bestimmten Präsidenten als ungerechtfertigt und einen direkten Angriff auf die Prinzipien der amerikanischen Freiheit an. Die Gewaltenteilung mit den verfassungsgemäßen checks and balances sei ein Schutz gegen Freiheitsbeschneidungen gegenüber einer Minderheit oder der Rechte der Bundesstaaten. Selbst nach dem Austritt einer Reihe von Staaten habe die republikanische Mehrheit im Kongress für eine Verfassungsänderung gestimmt, die eine Einmischung der Bundesregierung in die Bestimmungen über die Sklaverei in einzelnen Staaten in jeglicher Hinsicht ausschloss. Die große Mehrheit der Menschen, die nicht zu den politischen Führern oder Fanatikern der einen oder anderen Seite angehörten, hätten ein echtes Bedürfnis nach Zusammengehörigkeit, Frieden und Einigkeit miteinander. Baldwin war der Ansicht, eine Konferenz der Grenzstaaten, die die Empfehlungen der Friedenskonferenz annehmen würde, wäre eine Möglichkeit, die Staaten der Konföderation einzeln wieder zur Rückkehr in die Union zu bewegen.
John S. Barbour Jr. aus dem Culpeper County war der erste Unionist, der aus deren Front gegen eine Sezession ausscherte. Er sprach sich für einen energischen Schutz der Sklaverei aus, gleichzeitig aber auch für den Schutz der verarbeitenden Industrie und des Handels in Virginia gegen die Interessen des Nordens. Er warf die Frage auf, was wohl besser dazu geeignet sei: die Beteiligung in einem feindlich eingestellten Zusammenschluss, in dem man 11 von 150 Stimmen habe, oder in der freundlich eingestellten Konföderation, wo man 21 von 89 Stimmen habe. Die Regierung der Südstaaten sei voll funktionsfähig, stark, mächtig und effizient. Ex-Gouverneur Henry A. Wise versuchte anschließend, zusammen mit einer Reihe sezessionistischer Redner, die Konvention in Richtung einer spontanen „Southern Rights Convention“ zu bewegen, die unverzüglich eine Sezessionsregierung installieren sollte. In der am 4. April stattfindenden Abstimmung stimmten jedoch fast zwei Drittel der Abgeordneten gegen die Sezession und eine Drei-Mann-Delegation wurde zum Präsidenten entsandt, um mit diesem über dessen geplante Maßnahmen zum Schutz von Bundeseigentum im Süden zu beraten.
Nach dem Fall von Fort Sumter erfolgte Lincolns Aufruf zur Meldung von 75.000 Freiwilligen für die Dauer von drei Monaten, um das gewaltsam besetzte Bundeseigentum in den Südstaaten zurückzuerlangen. Von diesen sollten 3500 Virginier sein. Die Unionisten in Virginia wünschten die Verzögerung des Beginns militärischer Aktionen, die Virginias Neutralität verletzen würden, bis ein Volksreferendum solchen Schritten zugestimmt habe, wie es die Statuten der Convention vorsahen. Der unionistische Block bröckelte jedoch angesichts von Lincolns Schritten zur Truppenaushebung zusehends dahin und die Versammlung begab sich auf Mehrheitsbeschluss hin am 16. April in geheime Sitzung. Verschiedenen Unionisten warnten, dass ein Drängen nach Sezession und Krieg den Norden dazu bringen würde, die Abschaffung der Sklaverei in Virginia zu fordern. Am nächsten Tag erklärte Wise, dass er die Revolution gegen die Bundesregierung mit der Besetzung der Harper’s Ferry Armory sowie des Gosport Navy Yards in Norfolk durch loyale Virginier in Gang gesetzt habe. Der bekannte Duellist, der zuvor bereits einen Gegner getötet hatte, zog auf dem Podium seine Pistole und fuchtelte damit in der Luft herum, um seiner Rede Nachdruck zu verleihen. Damit versuchte er die kleinen Sklavenhalter aus dem Piedmont und dem Great Valley, die vorher für den Verbleib in der Union gestimmt hatten, einzuschüchtern und zu beeindrucken. Die meisten der Conditional Unionists schlossen sich nun dem sezessionistischen Lager an und die folgende Resolution zur Abspaltung erhielt 88 Für- und 55 Gegenstimmen, bei neun Enthaltungen.

## Folgen
Die Sezessionserklärung Virginias widerrief die Ratifikation der Verfassung der Vereinigten Staaten durch den Staat Virginia. Diese Verfassung sei zur Verletzung und Unterdrückung der Bewohner der sklavenhaltenden Südstaaten pervertiert worden. Zwei Tage nach der Resolution und einen Monat vor dem Referendum wurde die Konföderierte Flagge über dem State Capitol gehisst, eine Delegation wurde zum Konföderierten Kongress entsandt, die Staatsmilizen wurden zu den Waffen gerufen und eine konföderierte Armee wurde eingeladen, Richmond zu besetzen. Obwohl die Stimmabgaben der unionistischen Counties im Referendum verloren gegangen sind, belief sich die Gesamtzahl der ausgezählten Stimmen auf eine größere Zahl als bei der Präsidentschaftswahl 1860. Viele Männer gaben ihre Stimmen in Person in den Armeelagern der konföderierten Armee ab. Der Sezession wurde mit 128.884 zu 32.134 Stimmen zugestimmt. Der „Krieg zur Verteidigung Virginias“, wie der Konflikt von der State Assembly genannt wurde, ging verloren und die Sezession wie auch das konföderierte Versprechen, die Sklaverei zu erhalten, wurden gegenstandslos.
Die Convention schloss am 29. Juni 1861 die Unconditional Unionists William G. Brown und James Clark McGrew (die das transmontane Preston County repräsentierten) für ihre Teilnahme an der Wheeling Convention vom Mai aus. Weitere Teilnehmer dieser Convention, die später zur Gründung des Staates West Virginia führte, blieben aber unbehelligt. Am Wahltag zum Verfassungskonvent in Wheeling, dem 24. Oktober 1861, wählten fünf Männer aus dem Preston County in einem konföderierten Lager im Pocahontas County die sezessionistischen Juristen Robert E. Cowan und Charles J. P. Cresap als Ersatz für Brown und McGrew, während die Wähler, die an diesem Tag tatsächlich im Preston County ihre Stimmen abgaben, Charles Hooton und William B. Zinn wählten (die beide bei den Sitzungen der Wheeling Convention im Mai und Juli 1861 anwesend gewesen waren). Der Unionist George W. Summers, der das Kanawha County mehrfach in der Virginia General Assembly sowie im 27. und 28. Kongress vertreten hatte und anschließend Richter geworden war, trat zurück und wurde durch Andrew Parks ersetzt.
Die Convention in Richmond löste sich am 6. Dezember 1861 auf.